# Echo Night 2: The Lord of Nightmares
Echo Night 2: The Lord of Nightmares (яп. エ コ ー ナ イ ト # 2 眠 り の 支配 者) — пригодницька відеогра від першої особи розроблена і випущена компанією FromSoftware для платформи PlayStation в грудні 1999 році. Це друга гра в серії Echo Night.
Гра не є продовженням Echo Night. Незважаючи на повторне використання ‘’Річарда Осмонда’’ як ігрового героя, Медіума як антагоніста і червоного каменя, що вбиває людей, щоб виконувати бажання, перша і друга частини гри відбуваються в 1937 і 1949 роках відповідно, а Річарду було 25 років в обох. Echo Night 2 — це переосмислення тем та ідей першої гри.

## Сюжет
Події гри відбуваються у старій садибі в готичному стилі.

## Ігровий процес
Подібно до першої гри, Echo Night 2 є грою від першої особи, проте на відміну від більшості інших ігор від першої особи, вогнепальної зброї в грі немає. Зіштовхнувшись з привидом, гравець повинен увімкнути світло в кімнаті за допомогою вимикача світла. Гравець часто переноситься в минуле через пасажирів або певні предмети. Як тільки гравець виконає важливе для привида завдання, він зникне і випустить «Астральний уламок» (англ. Astral Piece), який можна використовувати для отримання іншої кінцевої сцени.

## Релізи
Гру було випущено та опубліковано компанією FromSoftware для платформи PlayStation 5 серпня 1999 року. Її було випущено лише для ринку Японії.
В 2007 році, гру було повторно випущено в Японії для PlayStation Network.
В 2015 році було опубліковано фанатський переклад англійською мовою.

## Оцінки та відгуки
Японський ігровий журнал Famitsu оцінив гру на 32 пунктів із 40.